# Каштру-де-Авеланш
Каштру-де-Авеланш (порт. Castro de Avelãs; МФА: [ˈkaʃ.tɾu dɨ ɐ.vɨ.ˈɫɐ̃ʃ]) — парафія в Португалії, у муніципалітеті Браганса. Розташована в північно-східній частині країни, на теренах історичної португальської провінції Трансмонтана. Входить до складу округу Браганса. За адміністративним поділом, чинним до 1976 року, терени парафії були складовою провінції Трансмонтана і Верхнє Дору. Належить до Брагансько-Мірандської діоцезії Католицької церкви. Патрон — святий Бенедикт. Площа — 13,4787 км². Населення — 460 ос. (2011). Слабо урбанізований регіон. Густота населення — 34,13 осіб/км²
. Код — 040209.

## Населення
| Кількість мешканців | Кількість мешканців | Кількість мешканців | Кількість мешканців | Кількість мешканців | Кількість мешканців | Кількість мешканців | Кількість мешканців | Кількість мешканців | Кількість мешканців | Кількість мешканців | Кількість мешканців | Кількість мешканців | Кількість мешканців | Кількість мешканців |
| ------------------- | ------------------- | ------------------- | ------------------- | ------------------- | ------------------- | ------------------- | ------------------- | ------------------- | ------------------- | ------------------- | ------------------- | ------------------- | ------------------- | ------------------- |
| 1864                | 1878                | 1890                | 1900                | 1911                | 1920                | 1930                | 1940                | 1950                | 1960                | 1970                | 1981                | 1991                | 2001                | 2011                |
| 314                 | 324                 | 344                 | 368                 | 411                 | 410                 | 385                 | 500                 | 412                 | 410                 | 412                 | 283                 | 428                 | 483                 | 460                 |